# Луи Вьоийо
Луи Вьоийо (на френски: Louis Veuillot) е френски журналист и общественик.

## Биография
Роден е на 11 октомври 1813 година в Боан, близо до Орлеан, в бедно семейство, което няколко години по-късно се премества в Париж. От ранна възраст работи в различни вестници, а от края на 30-те години е привърженик и един от най-активните пропагандисти на ултрамонтанизма.
Луи Вьоийо умира на 7 март 1883 година в Париж.